# زهوکی (میناب)
زهوکی، شهری در بخش بندزرک شهرستان میناب در استان هرمزگان ایران است.

## جمعیت
بر پایه سرشماری عمومی نفوس و مسکن در سال ۱۳۹۵، جمعیت شهر زهوکی برابر با ۴٬۴۵۱ نفر (۱٬۱۳۶ خانوار) بوده‌است.